# 無縁仏

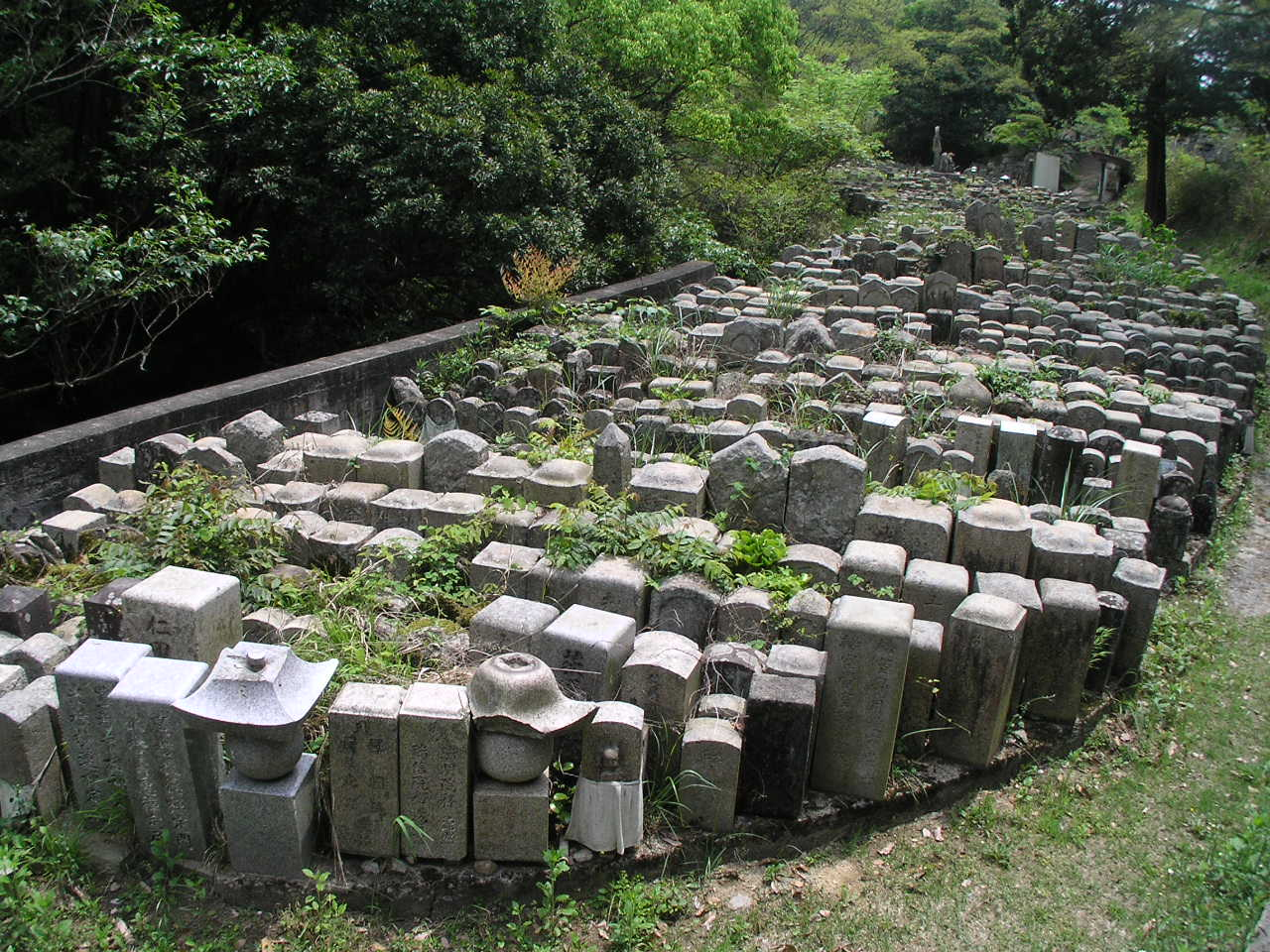
無数に並ぶ無縁墓（神戸市立鵯越墓園）

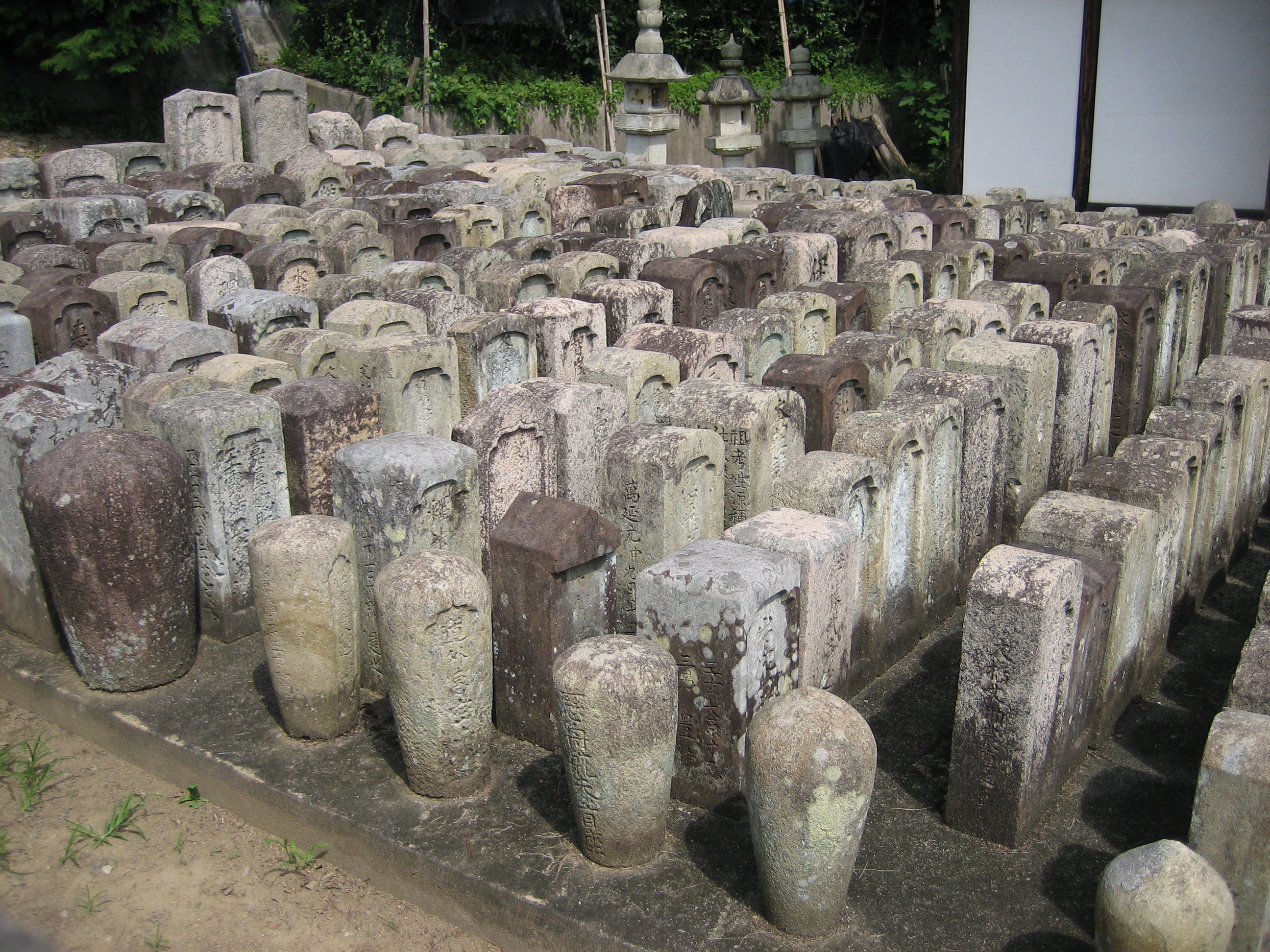
江戸時代頃の墓石

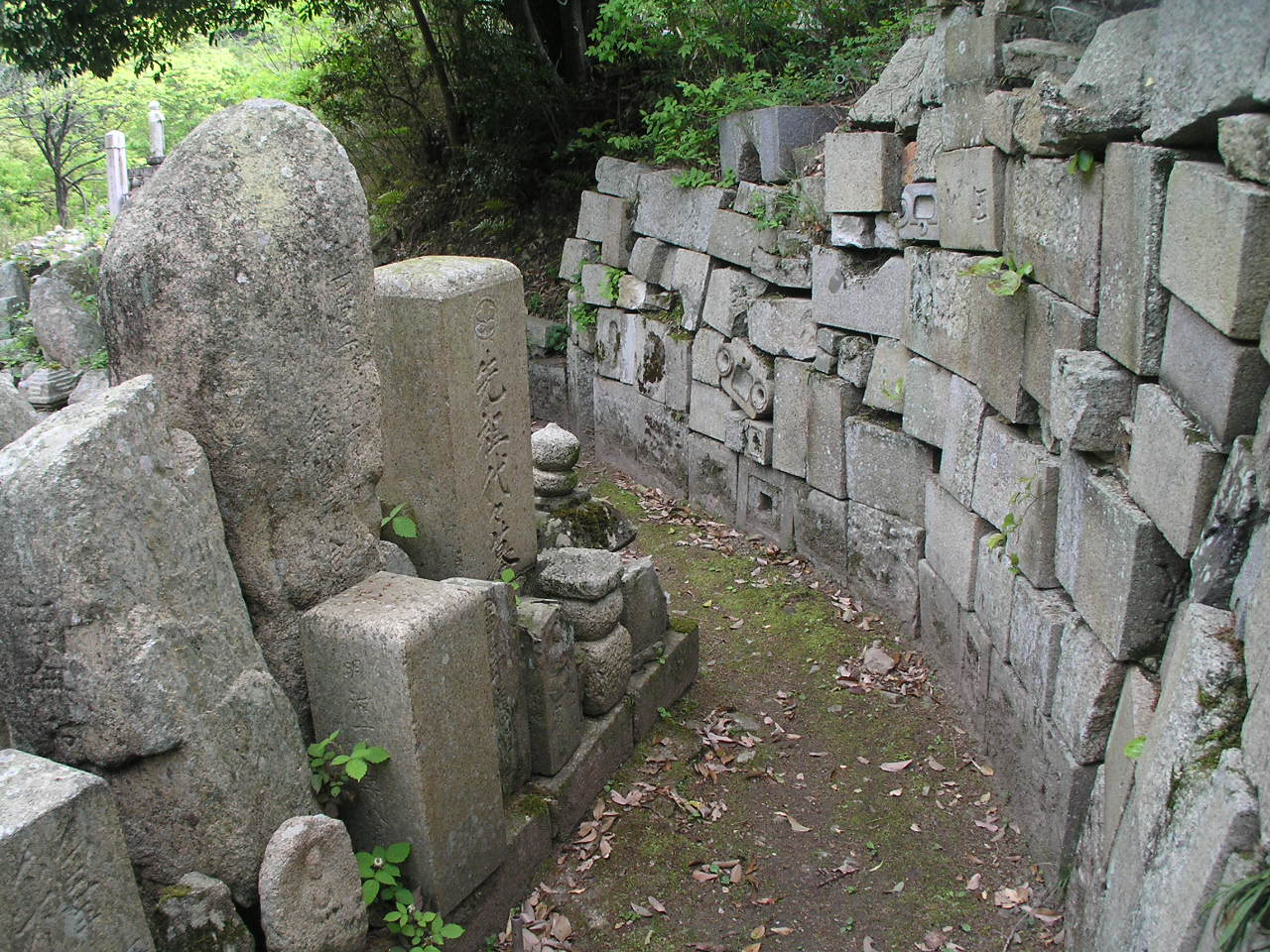
積み上げられた無縁墓（神戸市立鵯越墓園）

無縁仏（むえんぼとけ）とは、祀ってくれる者（供養してくれる者）のいない仏のこと。「無縁」には死者を弔う縁者がいないという意味がある（無縁塚や無縁墓地など）。

## 習俗
無縁仏は祀ってくれる者（供養してくれる者）のいない仏のことで、手厚い供養を通して祖霊になっていくという民俗信仰においては供養してくれる者がいないために祖霊になることができない状態と捉えられる。無縁仏には人知れず非業の死を遂げた者や行き倒れのままになってしまった者などがある。
地蔵盆、虫送り、疫病送りといった地域の行事は無縁仏の供養と結びついていることがある。
災害（震災、大火、洪水、飢饉、疫病等）や行き倒れなどの理由で氏名や住所などが判明しない身元不明の死者や身元が分かっていても遺体の引き取り手がいない死者を供養するために建立される塚を無縁塚という。公営墓地には身元不明の遺骨を納めるための無縁塚が設けられることがある。また、町内会などで無縁塚を管理し定期的に供養を行っている地域もある。

## 無縁墓

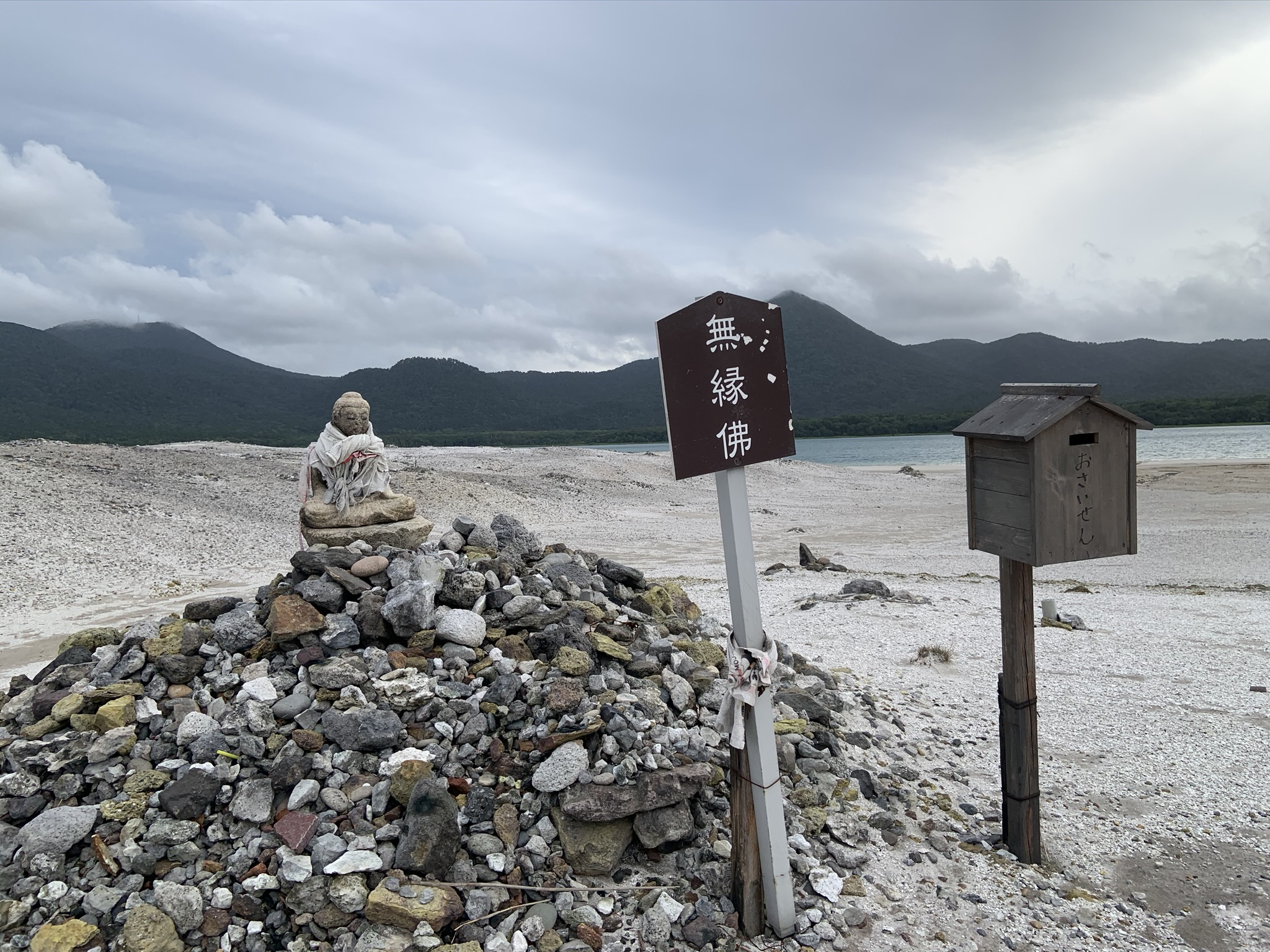
無縁仏を供養するための地蔵像と積み石。恐山

墓が建立されたものの時間的経過により供養する縁故者がいなくなってしまった状態の墓を無縁墓（法律上は無縁墳墓）という。無縁化を避けるため最初から墓を作らず、自然葬や海洋散骨などを望む人々もある。
一方、行政側が無縁仏の遺骨の置き場の確保に苦慮するようになり、一部自治体では遺骨を粉砕して無縁仏の減量化を図ったり、遺骨の保管年数を短縮したりするなどのケースが出ている。

### 日本
日本では核家族化の進展や都市部への人口流出等による無縁墓地の増加に対応するため、1999年に墓地、埋葬等に関する法律施行規則が一部改正され無縁墳墓の改葬手続が簡素化された。

### 韓国
韓国では葬事等に関する法律（2015年12月29日改正）により法律上の公設墓地および私設墓地の墳墓（2001年1月13日以前に設置された墓地を除く）の設置期間は30年で更新手続を挟んで最長60年とされている。設置期間が終了した場合、縁故者は1年以内に墳墓内の施設を撤去して火葬または奉安（納骨）する義務があり、縁故者が撤去・火葬・ 奉安（納骨）をしないときには公設墓地または私設墓地の設置者は通知または公告を行って撤去・火葬し一定期間安置することができるとされている。